# Cerinthe retorta
Cerinthe retorta är en strävbladig växtart som beskrevs av James Edward Smith. Cerinthe retorta ingår i släktet vaxblommor, och familjen strävbladiga växter. Inga underarter finns listade i Catalogue of Life.